# 藤大路家
藤大路家（ふじおおじけ）は、藤原北家高倉流堀河家支流にあたる華族の男爵家。いわゆる「奈良華族」の一つ。

## 歴史
権大納言堀河康親の三男納親は、幼少で出家して奈良興福寺に入れられ延寿院住職となっていたが、明治元年（1868年）に勅命により復飾し、明治2年（1869年）に堂上格を与えられて一家を起こし藤大路を家号とした。明治8年（1875年）に華族に列し、明治17年（1884年）7月7日の華族令施行で華族が五爵制になると、翌8日に納親が男爵に叙された。
その子親春は貴族院の男爵議員に当選して務めた。その子親美の代に藤大路男爵家の邸宅は東京市中野区氷川町にあった。